# Tecno Fes Vol. 2
Tehno Fes Vol.2 (ili kraće Tehno Fes) je album talijanskog DJ-a Gigija D'Agostina.

## Popis pjesama
1. Amorelettronico -  D'Agostino, Sandrini (od D'Agostino i Rectangle)   – 7:19
2. La Passion  - D'Agostino, Jacno, Montagner, Sandrini   – 6:44
3. Un Giorno Credi Bennato, Trampetti   – 5:59
4. Souvenir D'Agostino, Sandrini   – 8:00
5. You Spin Me Round (Like a Record)  Burns, Coy, Lever, Percy   – 4:16
6. Le Serpent D'Agostino, Sandrini   – 4:48
7. Cada Vez Lafone   – 7:26
8. L'Amour Toujours Di Agostino, Sandrini   – 6:25
9. Sottosopra D'Agostino, Sandrini   – 3:55
10. Baci and Abbracci Di Agostino, Sandrini   – 4:49
11. Tecno Fes D'Agostino, Sandrini   – 4:34
12. Tanzen D'Agostino, Sandrini   – 3:37
13. La Passion Di Agostino, Jacno ...   – 6:00